# 肺臓気流機構

調音方法

気流の妨害度

阻害音
破裂音
破擦音
摩擦音
共鳴音
ふるえ音
はじき音
接近音

気流の通路
中線音
側面音
口蓋帆の状態
口音
口鼻音
鼻音
気流機構
肺臓気流
吸気音
呼気音

非肺臓気流
放出音
入破音
吸着音

▶ 調音部位

肺臓気流機構（はいぞうきりゅうきこう）または肺気流機構（はいきりゅうきこう）とは、人間が言語音を作り出すために肺臓を使って空気の流れを作り出す気流機構のことをいう。肺臓以外に喉頭や軟口蓋を使ったものがあるが言語音のほとんどは肺臓気流機構によって作られている。
肺臓から起こされた気流は喉頭を通るとき声帯をふるわせることができる。声帯の気流に対する働きかけを発声という。喉頭より上からの器官はさまざまに動き、気流に対して影響を与える。これを調音という。調音によって子音や母音などさまざまな言語音が作られている。